# Ján Mažgút
Ján Mažgút (* 7. ledna 1982) je slovenský politik a marketér, od října 2023 poslanec NR SR za SMER-SD.

## Životopis
Vystudoval obor politické vědy na Fakultě politických věd a mezinárodních vztahů Univerzity Mateja Bela v Banskej Bystrici a získal tak magisterský titul. V letech 2005 až 2007 pracoval jako specialista externí komunikace pro společnost Kia Motors Slovakia. V letech 2007 až 2012 pracoval jako specialista, manažer marketingu a komunikace v různých dalších soukromých společnostech a v roce 2012 se stal vedoucím komunikačního oddělení slovenského Úradu pre verejné obstaravanie.
Je ženatý a má dvě děti. Žije v Bratislavě.

### Politické působení
V roce 2018 nastoupil do funkce vedoucího oddělení komunikace a marketingu strany SMER-SD.
V komunálních volbách v roce 2022 kandidoval na funkci župana Bratislavského kraje. Získal 13,42 % hlasů, skončil na druhém místě, ale županem byl se ziskem 63,6 % hlasů zvolen Juraj Droba podporovaný PS a SaS.
V parlamentních volbách na Slovensku v roce 2023 byl Mažgút zvolen poslancem slovenské Národní rady. Stal se členem výboru pro kulturu a média a výboru pro evropské záležitosti. V listopadu 2023 na něj v prostorách Národní rady vulgárně zaútočil bývalý slovenský premiér Igor Matovič, v důsledku čehož omezil předseda Národní rady Peter Pellegrini pohyb novinářů v budově. V lednu 2025 byl Mažgút členem delegace politiků, kteří odletěli do Moskvy (dalšími účastníky cesty byli Andrej Danko, Tibor Gašpar, Richard Glück, Adam Lučanský a Marián Kéry).